# 格里姆克湖
格里姆克湖（德語：Grimkesee），是德國的湖泊，位於該國東北部，由梅克倫堡-前波美拉尼亞州負責管轄，處於什未林西南面，面積0.038平方公里，平均水深2米，最大水深4米。